# 620 км
620 км (баш. 620 км) — упразднённый населённый пункт (тип: железнодорожная будка) в Чишминском районе Башкортостана. Входил в состав Аровского сельсовета.

## География
Находился возле населённых пунктов ж.д. будки 619 км, 621 км, Бочкарёвка.

### Географическое положение
Расстояние (на 1 января 1969 года, на 1 июля 1972 года) до:
- районного центра (Чишмы): 18 км,
- центра сельсовета (Арово): 5 км,
- ближайшей ж/д станции (Юматово): 4 км.

Ранее, когда входил вместе с ж.д. будками 619 км, 621 км в Черниговский сельсовет того же Чишминского района, расстояние до:
- районного центра (Чишмы): 17 км,
- центра сельсовета (Черниговка): 2 км,
- ближайшей ж/д станции (Юматово): 5 км.

## История
Населённый пункт появился при строительстве железной дороги. В селении жили семьи тех, кто обслуживал железнодорожную инфраструктуру.
На 1 июня 1952 года входил в Черниговский сельсовет под названием 619 км.
В 1970-е годы населённый пункт слился с дачными посёлками.
В справочнике АТД БАССР на 1 сентября 1981 года не зафиксирован.

## Население
На 1 января 1969 года проживали 2 человека, преимущественно русские, к 1 июля 1972 года также преимущественно русские.

## Инфраструктура
Действует железнодорожная платформа Пионерская.
Дачи.

## Транспорт
Автомобильный и железнодорожный транспорт.